# Флаг Сумской области
Флаг Сумской области (укр. Прапор Сумської області) — символический знак, который отображает исторические и духовные традиции Сумской области Украины. Вместе с гербом составляет официальную символику органов городского самоуправления и исполнительной власти Сумской области. Флаг и герб утверждены 12 июля 2000 года 15-й сессией Сумского областного совета III созыва. Автор флага — Ю. Н. Шелковников.

## Описание
Флаг представляет собой синее полотнище с соотношениями ширины к длине как 2:3. В центре размещён герб области, размер которого имеет соотношение высоты щита герба к высоте флага (2:3).